# HD 85563
HD 85563，又名CD-45 5499，SAO 221547、HR 3910，是一颗恒星，视星等为5.62，位于銀經273.43，銀緯6.1，其B1900.0坐标为赤經9h 47m 27.4s，赤緯-45° 6.1′ 33″。